# Chlebowo (powiat gryfiński)

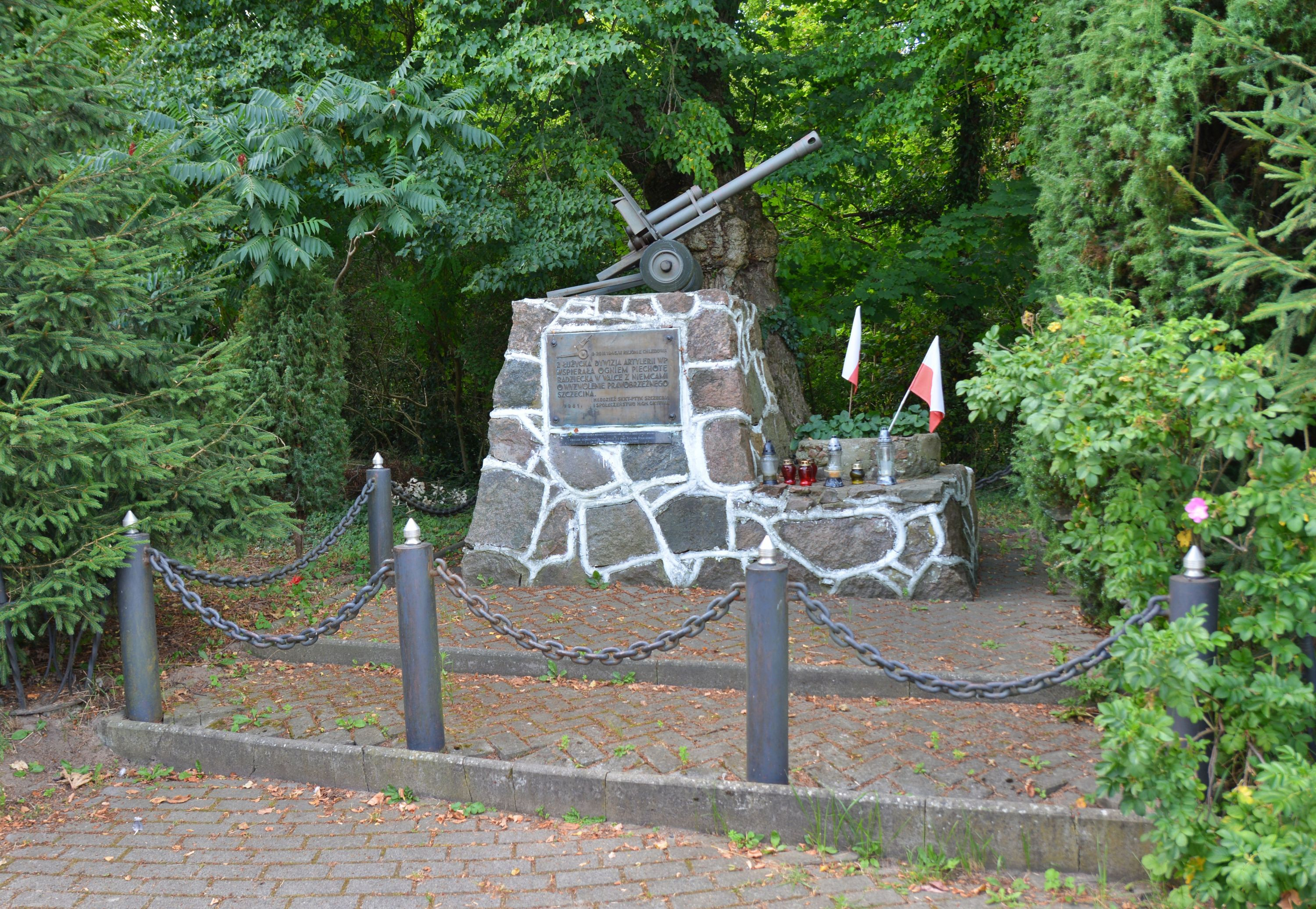
Pomnik w Chlebowie upamiętniający polskich żołnierzy

Chlebowo (do 1945 niem. Klebow) – wieś owalnica w Polsce położona w województwie zachodniopomorskim, w powiecie gryfińskim, w gminie Gryfino, przy południowo-zachodnim skraju Puszczy Bukowej. Przez wieś przebiega droga wojewódzka nr 119. Na południe od wsi znajduje się Jezioro Chlebowskie. 

## Historia
Osada słowiańska ofiarowana w 1212 roku przez księcia Barnima II cystersom z Kołbacza, którzy w 1237 roku zakupili resztę wsi. 
Pod koniec II wojny światowej rejon wsi był sceną jednej z największych bitew o sforsowanie Odry w okolicy Szczecina. 9 marca 1945 żołnierze 60 Dywizji Strzeleckiej Armii Czerwonej i 2 Dywizji Artylerii ludowego Wojska Polskiego  rozpoczęli natarcie na Chlebowo i sąsiednie Stare Brynki. Wieczorem wieś została zdobyte przez radziecką piechotę. Następnego dnia wskutek kontrataku dwóch niemieckich dywizji pancernych linie radzieckie zostały przełamane i wieś przeszła w ręce niemieckie. Ostatecznie Chlebowo zdobyli żołnierze 47 Armii 1 Frontu Białoruskiego.
W latach 1975–1998 miejscowość należała administracyjnie do województwa szczecińskiego.

## Zabytki i obiekty historyczne
We wsi znajduje się kościół gotycki z cegły, bezwieżowy, wybudowany w XIV wieku, który został zniszczony w 1945 roku. W latach 1967–68 został zabezpieczony jako trwała ruina. Od 1997 roku trwa odbudowa świątyni, która w 2001 roku została przykryta nowym dachem. Posiada lekko zaznaczony szczyt zachodni, niskie prezbiterium z kamienia i ściany dzielone naprzemiennie oknami i podwójnymi blendami.
Do roku 1945 we wsi znajdował się dwór, zniszczony w czasie działań wojennych. Pozostał kopiec z lodownią i park podworski z I połowy XIX wieku, przekomponowany na początku XX wieku. Posiada powierzchnię ok. 7,4 ha i jest położony w centralnej części miejscowości. W parku znajdują się dwa stawy, sady oraz liczny starodrzew tj. lipy, wiązy i kasztanowce. Podziw budzi czteropienny „Cis Braterstwa Broni” o obwodzie ponad 250 cm.
We wsi znajduje się, odsłonięty w 1981, pomnik upamiętniający polskich żołnierzy z 2 Łużyckiej Dywizji Artylerii i 1 Samodzielnej Brygady Moździerzy, którzy walczyli na tych terenach w marcu 1945.